# إميل هولتن
إميل هولتن (بالدنماركية: Emil Holten)‏ هو لاعب كرة قدم دنماركي، ولد في 8 أغسطس 1996. لعب مع نادي سيلكيبورج.